# Pensament de grup
Pensament de grup (groupthink en anglès) és un terme encunyat pel psicòleg Irving Janis el 1972, per descriure el procés segons el qual un grup pot prendre decisions dolentes o irracionals. En una situació de pensament de grup, cada membre del grup intenta conformar la seva opinió respecte al que creuen que és el consens del grup. En un sentit general, això sembla una manera molt racional d'afrontar la situació; tanmateix, però, resulta en una situació en la qual el grup, en definitiva, es posa d'acord en una determinada acció que cada membre individualment considera desaconsellable.
La definició original de Janis del terme era «una manera de pensament que les persones adopten quan estan profundament involucrades en un grup cohesiu, quan els esforços dels membres per unanimitat fan cas omís de la seva motivació per valorar realistament cursos d'acció alternatius». El terme groupthink tenia com a intenció recordar termes encunyats per George Orwell com doublethink i duckspeak del llenguatge fictici newspeak, que va retratar en la seva novel·la 1984.
El pensament de grup tendeix a ocórrer en comitès i en grans organitzacions. Janis, originalment, va estudiar el bombardeig a Pearl Harbor, la guerra del Vietnam i la invasió de Bahía de Cochinos.